# Natation aux Jeux européens de 2023
Navigation
Édition précédente
Les disciplines de natation retenues aux Jeux européens de 2023 sont le plongeon et la natation artistique, la natation sportive faisant pas partie du programme.
La compétition de plongeon, qui fait office de sixième édition des Championnats d'Europe de plongeon, se déroule à Rzeszów avec treize épreuves entre le 22 et le 28 juin 2023.
La compétition de natation artistique, qui est reconnue comme une édition des Championnats d'Europe de natation artistique par la Ligue européenne de natation, se déroule elle à Oświęcim avec huit épreuves entre le 21 et le 25 juin 2023.

## Plongeon
150 concurrents sont sélectionnés, basé sur le classement du Championnats d'Europe Rome 2022.
Le champion de chacune des épreuves individuelles masculines et féminines au tremplin 3 m et à la plate-forme gagnera une place pour les Jeux Olympiques de Paris 2024.

### Podiums
| Épreuves         | Or                                                                          | Or            | Argent                                                                                        | Argent        | Bronze                                                                         | Bronze        |
| Hommes           | Hommes                                                                      | Hommes        | Hommes                                                                                        | Hommes        | Hommes                                                                         | Hommes        |
| ---------------- | --------------------------------------------------------------------------- | ------------- | --------------------------------------------------------------------------------------------- | ------------- | ------------------------------------------------------------------------------ | ------------- |
| 1 m individuel   | Ross Haslam                                                                 | 422,95 points | Alexis Jandard                                                                                | 411,50 points | Lorenzo Marsaglia                                                              | 410,55 points |
| 3 m individuel   | Moritz Wesemann                                                             | 465,40 points | Jules Bouyer                                                                                  | 440,15 points | Alexis Jandard                                                                 | 430,70 points |
| 10 m individuel  | Timo Barthel                                                                | 435,30 points | Robbie Lee                                                                                    | 413,20 points | Riccardo Giovannini                                                            | 411,20 points |
| 3 m synchronisé  | Ukraine- Oleh Kolodiy - Danylo Konovalov                                    | 410,16 points | Italie- Lorenzo Marsaglia - Giovanni Tocci                                                    | 402,66 points | France- Jules Bouyer - Alexis Jandard                                          | 394,92 points |
| 10 m synchronisé | Ukraine- Kirill Boliukh - Oleksiy Sereda                                    | 398,70 points | Italie- Riccardo Giovannini - Eduard Timbretti Gugiu                                          | 388,83 points | Grande-Bretagne- Ben Cutmore - Matthew Dixon                                   | 372,69 points |
| Femmes           |                                                                             |               |                                                                                               |               |                                                                                |               |
| 1 m individuel   | Michelle Heimberg                                                           | 273,25 points | Emilia Nilsson Garip                                                                          | 273,10 points | Grace Reid                                                                     | 266,90 points |
| 3 m individuel   | Chiara Pellacani                                                            | 321,45 points | Emilia Nilsson Garip                                                                          | 316,60 points | Michelle Heimberg                                                              | 306,70 points |
| 10 m individuel  | Eden Cheng                                                                  | 331,60 points | Christina Wassen                                                                              | 330,95 points | Sarah Jodoin Di Maria                                                          | 320,10 points |
| 3 m synchronisé  | Grande-Bretagne- Desharne Bent-Ashmeil - Amy Rollinson                      | 279,90 points | Allemagne- Lena Hentschel - Jana Lisa Rother                                                  | 276,33 points | Italie- Elena Bertocchi - Chiara Pellacani                                     | 273,69 points |
| 10 m synchronisé | Allemagne- Christina Wassen - Elena Wassen                                  | 297,72 points | Ukraine- Kseniya Baylo - Sofia Esman                                                          | 274,68 points | Espagne- Valeria Antolino - Ana Carvajal San Miguel                            | 261,48 points |
| Mixte            |                                                                             |               |                                                                                               |               |                                                                                |               |
| 3 m synchronisé  | Italie- Chiara Pellacani - Matteo Santoro                                   | 291,39 points | Grande-Bretagne- Grace Reid - James Heatly                                                    | 283,89 points | Suède- Emilia Nilsson - Elias Petersen                                         | 282,50 points |
| 10 m synchronisé | Ukraine- Kseniia Bailo - Kirill Boliukh                                     | 322,68 points | Allemagne- Alexander Jan Lube - Elena Wassen                                                  | 306,12 points | Italie- Sarah Jodoin Di Maria - Eduard Timbretti Gugiu                         | 283,14 points |
| Par équipes      | Ukraine- Kseniia Bailo - Danylo Konovalov - Anna Pysmenska - Oleksii Sereda | 438,30 points | Italie- Sarah Jodoin Di Maria - Lorenzo Marsaglia - Chiara Pellacani - Eduard Timbretti Gugiu | 398,25 points | Espagne- Valeria Antolino - Alberto Arévalo - Rocio Velázquez - Carlos Camacho | 381,45 points |

### Tableau des médailles
- Pays organisateur (Pologne)

| Rang  | Nation          | Or | Argent | Bronze | Total |
| ----- | --------------- | -- | ------ | ------ | ----- |
| 1     | Ukraine         | 4  | 1      | 0      | 5     |
| 2     | Allemagne       | 3  | 3      | 0      | 6     |
| 3     | Grande-Bretagne | 3  | 2      | 2      | 7     |
| 4     | Italie          | 2  | 3      | 5      | 10    |
| 5     | Suisse          | 1  | 0      | 1      | 2     |
| 6     | France          | 0  | 2      | 2      | 4     |
| 7     | Suède           | 0  | 2      | 1      | 3     |
| 8     | Espagne         | 0  | 0      | 2      | 2     |
| Total | Total           | 13 | 13     | 13     | 39    |

## Natation artistique
Chaque comité peut envoyé une délégation de 12 nageuses.
Le meilleur duo aux résultats combinés (Duo Technique + Duo Libre), non encore qualifié, gagnera une place pour les Jeux Olympiques de Paris 2024.

### Podiums
| Épreuves           | Or | Or              | Argent | Argent          | Bronze | Bronze          |
| Duo                | Duo | Duo             | Duo | Duo             | Duo | Duo             |
| ------------------ | --- | --------------- | --- | --------------- | --- | --------------- |
| Technique femmes   | Autriche- Anna-Maria Alexandri - Eirini-Marina Alexandri | 266,4584 points | Pays-Bas- Bregje de Brouwer - Marloes Steenbeek | 248,4283 points | Grèce- Sofia Malkogeorgou - Evangelía Platanióti | 245,6899 points |
| Libre femmes       | Autriche- Anna-Maria Alexandri - Eirini-Marina Alexandri | 255,9501 points | Ukraine- Maryna Aleksiïva - Vladyslava Aleksiïva | 232,8438 points | Grande-Bretagne- Kate Shortman - Isabelle Thorpe | 223,5084 points |
| Technique mixte    | Italie- Giorgio Minisini - Lucrezia Ruggiero | 242,3599 points | Espagne- Emma García - Dennis González Boneu | 216,5867 points | Grande-Bretagne- Beatrice Crass - Ranjuo Tomblin | 203,4916 points |
| Libre mixte        | Espagne- Emma García - Dennis González Boneu | 210,3918 points | Italie- Giorgio Minisini - Lucrezia Ruggiero | 171,9874 points | Grande-Bretagne- Beatrice Crass - Ranjuo Tomblin | 163,9688 points |
| Par équipes (open) | |                 | |                 | |                 |
| Technique          | Espagne- Cristin Arámbula - Marina García Polo - Meritxell Mas - Alisa Ozhogina - Paula Ramírez - Sara Saldaña - Iris Tió Casas - Blanca Toledano                                            | 278,4066 points | Italie- Linda Cerruti - Marta Iacoacci - Sofia Mastroianni - Enrica Piccoli - Lucrezia Ruggiero - Isotta Sportelli - Giulia Vernice - Francesca Zunino                                                                 | 249,1145 points | France- Laelys Alavez - Anastasia Bayandina - Ambre Esnault - Mayssa Guermoud - Romane Lunel - Eve Planeix - Charlotte Tremble - Laura Tremble                                                      | 242,6716 points |
| Libre              | Espagne- Cristin Arámbula - Berta Ferreras - Marina García Polo - Meritxell Mas - Alisa Ozhogina - Paula Ramírez - Sara Saldana Iris Tió Casas                                               | 261,6374 points | Italie- Linda Cerruti - Marta Iacoacci - Sofia Mastroianni - Giorgio Minisini - Enrica Piccoli - Lucrezia Ruggiero - Isotta Sportelli - Francesca Zunino                                                               | 253,4709 points | Israël- Shelly Bobritsky - Maya Dorf - Noy Gazala - Catherine Kunin - Aya Mazor - Nikol Nahshonov - Ariel Nassee - Neta Rubichek                                                                    | 243,6001 points |
| Acrobatique        | France- Anastasia Bayandina - Ambre Esnault - Mayssa Guermoud - Claudia Janvier - Romane Lunel - Eve Planeix - Charlotte Tremble - Laura Tremble - Manon Disbeaux - Laura Gonzalez           | 214,2833 points | Ukraine- Maryna Aleksiïva - Vladyslava Aleksiïva - Marta Fiedina - Veronika Hryshko - Daria Moshynska - Anhelina Ovchynnikova - Anastasiya Shmonina - Valeriya Tyshchenko - Olesia Derevianchenko - Sofiya Matsiyevska | 208,9800 points | Italie- Linda Cerruti - Marta Iacoacci - Sofia Mastroianni - Giorgio Minisini - Enrica Piccoli - Carmen Rocchino - Isotta Sportelli - Francesca Zunino - Lucrezia Ruggiero - Giulia Vernice         | 201,9900 points |
| Combiné            | Israël- Eden Blecher - Shelly Bobritsky - Maya Dorf - Noy Gazala - Catherine Kunin - Aya Mazor - Nikol Nahshonov - Ariel Nassee - Neta Rubichek - Shani Sharaizin - Shaya Sar Shalom Nechmad | 248,6083 points | Allemagne- Klara Bleyer - Amelie Blumenthal Haz - Marlene Bojer - Maria Denisov - Solene Guisard - Daria Martens - Susana Rovner - Frithjof Seidel - Daria Tonn - Michelle Zimmer                                      | 163,3205 points | Turquie- Derin Aralp - Duru Kanberoğlu - Ayda Salepcioğlu - Ece Sokullu - Nil Talu - Selin Telci - Ece Ungor - Dila Yildiz - Esmanur Yirmibes - Isra Yuksel - Melek Andreea Akay - Cansın Kütüçoğlu | 135,7999 points |

### Tableau des médailles
| Rang  | Nation          | Or | Argent | Bronze | Total |
| ----- | --------------- | -- | ------ | ------ | ----- |
| 1     | Espagne         | 3  | 1      | 0      | 4     |
| 2     | Autriche        | 2  | 0      | 0      | 2     |
| 3     | Italie          | 1  | 3      | 1      | 5     |
| 4     | France          | 1  | 0      | 1      | 2     |
| 4     | Israël          | 1  | 0      | 1      | 2     |
| 6     | Ukraine         | 0  | 2      | 0      | 2     |
| 7     | Allemagne       | 0  | 1      | 0      | 1     |
| 7     | Pays-Bas        | 0  | 1      | 0      | 1     |
| 9     | Grande-Bretagne | 0  | 0      | 3      | 3     |
| 10    | Grèce           | 0  | 0      | 1      | 1     |
| 10    | Turquie         | 0  | 0      | 1      | 1     |
| Total | Total           | 8  | 8      | 8      | 24    |